# 敷島號戰艦

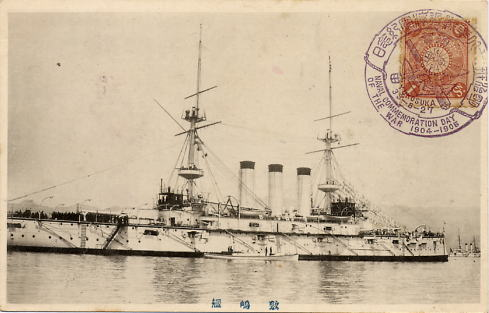
1905年明信片中的敷島

敷島（しきしま）是日本海軍的戰艦。敷島級戰艦一號艦。與其餘五艘日本戰艦（富士、八島、朝日、初瀨、三笠）在1904年至1905年的日俄戰爭中組成日本主要戰艦群。

## 概要
1894年至1895年期間的中日甲午戰爭，在俄羅斯帝國的壓力下被迫歸還遼東半島給中國，日本開始加強軍事力量準備進一步較量。特別是，日本公佈了十年海軍建造的大計，計劃配備戰艦六艘、裝甲巡洋艦六艘為核心。敷島在1897年向英國泰晤士鐵工所訂購，由菲利普瓦特設計，實際是英國莊嚴級戰艦改良而成的。
敷島於1900年4月17日到達吳港，敷島參與日俄戰爭，在砲擊亞瑟港，即旅順口區時受創；及後參與黄海海戰，在對馬海峽海戰中被擊中十砲。
日俄戰爭結束，敷島停泊在佐世保外，之後被用於巡邏東海。敷島在1916年7月24日和1917年8月16日遭受爆炸損傷，顯示出他們過時的設計和新式戰艦的發展，敷島在第一次世界大戰期間只在日本水域中服役。
此後從1918年開始至1921年之間，為從東面牽制第一次世界大戰中誕生的社會主義國蘇聯，日本出兵支援西伯利亞，敷島成為支援艦，支援日本陸軍駐紮俄國。
經過1921年的整修，敷島成為一等海防艦並主要作為訓練用途。在華盛頓海軍條約約束之下，敷島解除了武裝。在1923年以後，敷島作為潛艇人員訓練的學校。敷島然後簡單地指定用作運輸，在1926年正式地在海軍名單被除名，但是保持停泊在佐世保作為失去控制廢船，流動營房和訓練中心。
敷島逃過了美國空襲，在太平洋戰爭以後仍然停泊在佐世保，但是未用自己的力量移動過不下二十年。1948年敷島在佐世保海軍工廠被拆解。

## 艦歷
- 1897年3月29日 於英國泰晤士鐵工所動工
- 1898年11月1日 下水
- 1900年
  - 1月16日 竣工
  - 4月17日 到達吳港
- 1897年10月31日 到達橫須賀
- 1898年3月21日 一等戰艦
- 1898年11月19日 成為常備艦隊親閲御召艦
- 1904年 所屬日本海軍第1艦隊第1戰隊參加日俄戰爭
  - 2月6日開始 參加旅順港閉塞作戰
  - 8月10日 參加黄海海戰
- 1905年5月27日、28日 參加對馬海峽海戰
- 1920年尼港事件濱海邊疆區從事沿岸警備
- 1921年9月1日 一等海防艦
- 1923年4月1日 練習特務艦
- 1945年11月20日 除籍
- 1947年 於佐世保解體

## 同級艦
| 船名 | 圖片 |
| ---- | ---- |
| 朝日 |      |
| 初瀬 |      |
| 三笠 |      |

## 關連項目
- 大日本帝國海軍艦艇一覽
- 敷島艦行進曲－大日本帝國海軍軍歌